# Polityka zagraniczna Bahamów
Bahamy posiadają bliskie stosunki dyplomatyczne zarówno ze Stanami Zjednoczonymi jak i Wielką Brytanią. Bahamy posiadają wysokich komisarzy dyplomatycznych w stolicach obu krajów: Waszyngtonie oraz Londynie. Oprócz tego Bahamy utrzymują dobre stosunki z krajami Wspólnoty Karaibskiej (CARICOM), w tym z Kubą, gdzie jednakże Bahamy nie posiadają stałego ambasadora. W 1996 roku oba kraje podpisały porzumienie o wzajemnej współpracy gospodarczej oraz kulturowej. Bahamy stały się członkiem ONZ w 1973 natomiast w 1982 Bahamy zostały pełnoprawnym członkiem Organizacji Państw Amerykańskich (OAS).
Oprócz członkostwa w ONZ oraz OAS Bahamy są członkiem organizacji: FAO, Organizacji Międzynarodowego Lotnictwa Cywilnego, MOP, Międzynarodowego Funduszu Walutowego, Banku Światowego, Światowej Organizacji Meteorologicznej, WHO, Interpolu, Powszechnego Związku Pocztowego, IMO oraz do Światowej Organizacji Własności Intelektualnej.